# كريستيان هولست
كريستيان هولست (بالدنماركية: Christian Holst)‏ (25 ديسمبر 1981 الدنمارك - ) هو لاعب كرة قدم دانمركي، يلعب كلاعب وسط.

## وصلات خارجية
كريستيان هولست على موقع الاتحاد الأوربي (الإنجليزية)
- كريستيان هولست على موقع قاعدة بيانات كرة القدم.إي يو (الإنجليزية)
- كريستيان هولست على موقع ناشيونال فوتبول تيمز (الإنجليزية)
- كريستيان هولست على موقع Soccerbase.com (لاعب) (الإنجليزية)
- كريستيان هولست على موقع Soccerway.com (الإنجليزية)
- كريستيان هولست على موقع عالم كرة القدم.نت (الإنجليزية)